# Anemone howellii
Anemone howellii är en ranunkelväxtart som beskrevs av John Frederick Jeffrey och W.W. Sm.. Anemone howellii ingår i släktet sippor, och familjen ranunkelväxter. Inga underarter finns listade i Catalogue of Life.